# Villar del Río
Villar del Río é um município da Espanha na província de Sória, comunidade autónoma de Castela e Leão, de área 126,87 km² com população de 172 habitantes (2004) e densidade populacional de 1,36 hab/km².

## Demografia

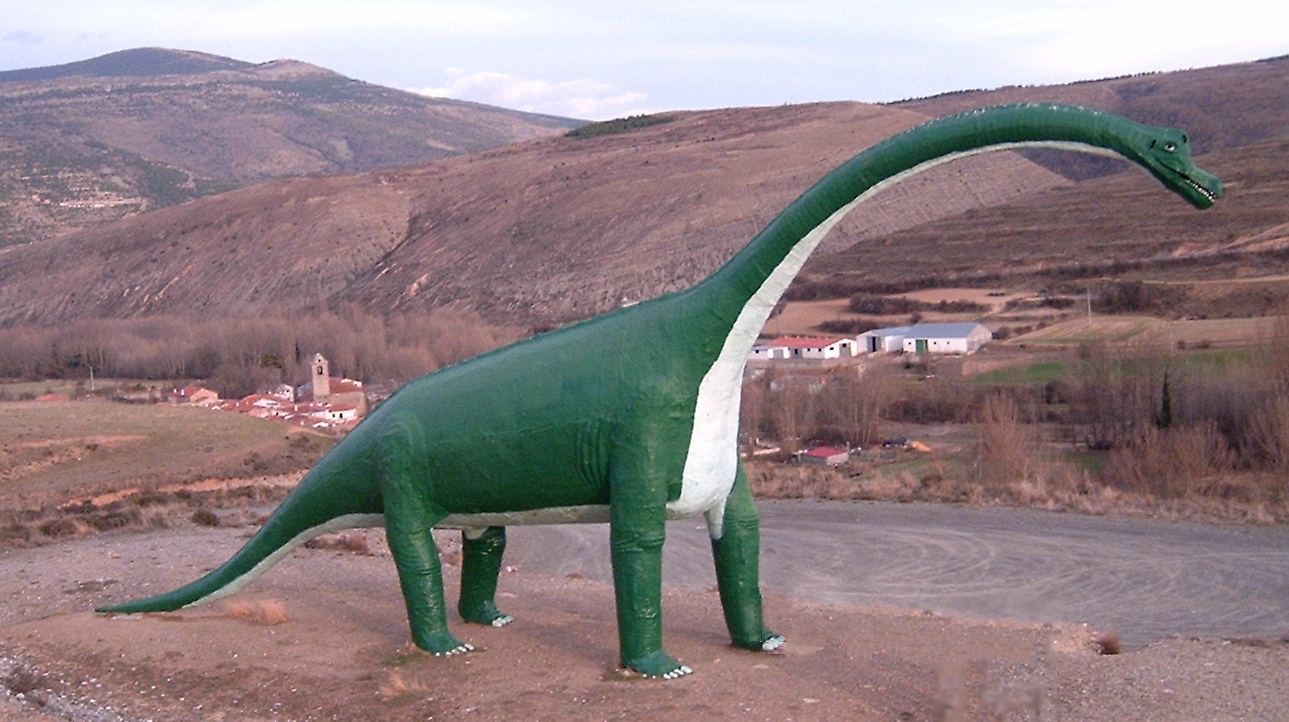
Villar del Río, 2005

| Variação demográfica do município entre 1991 e 2004 | Variação demográfica do município entre 1991 e 2004 | Variação demográfica do município entre 1991 e 2004 | Variação demográfica do município entre 1991 e 2004 |
| --------------------------------------------------- | --------------------------------------------------- | --------------------------------------------------- | --------------------------------------------------- |
| 1991                                                | 1996                                                | 2001                                                | 2004                                                |
| 203                                                 | 208                                                 | 169                                                 | 172                                                 |